# Тример (садівництво)

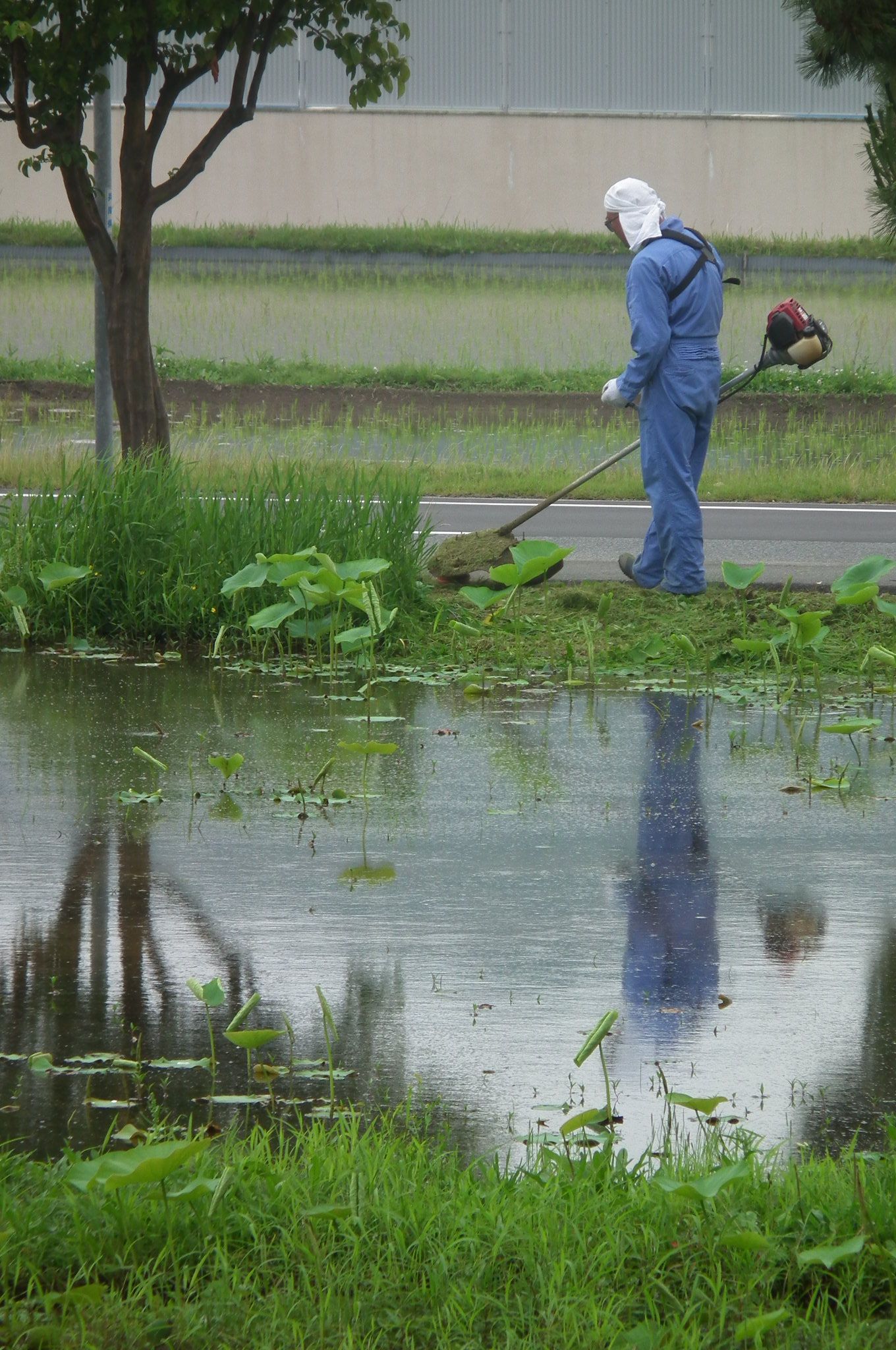
Чоловік користується бензиновим тримером.

Три́мер (англ. trimmer — «підрівнювач»), також електрокоса, мотокоса, бензокоса — пристрій для підстригання трави або інших рослин на нерівномірному рельєфі а також біля нерухомих об'єктів. Він складається з ріжучої головки на кінці вала з ручками, а також ремінця для зручного використання.

## Історія
Перша визначна модель була розроблена на початку 1970-их років Джорджем Балласом з Х'юстона, штат Техас. Ідея прийшла до нього, коли він спостерігав за миючими щітками в автомийці. Перший тример він сконструював з товстого дроту, прикріпленого до банки з-під попкорну. Пізніше Баллас найняв інженера для розроблення пристрою та замінив дріт на волосіння, і запатентував свій винахід під назвою «Weed Eater» («травоїд»).

## Конструкція
Волосіння обертається навколо своєї котушки настільки швидко, щоб випрямитись за рахунок відцентрової сили. За рахунок великої швидкості навіть нейлонова нитка може підрізати траву з легкістю.
Волосінь намотується на котушку перед початком роботи, залишаючи обидва кінці вистромленими з корпусу котушки. Мотор обертає котушку, щоб нитка зайняла горизонтальне положення. Користувач з легкістю може контролювати висоту стрижки трави. Коли волосінь зношується або рветься, оператор може стукнути котушкою по землі, від чого спусковий механізм дозволяє подовжити нитку, і замінити втрачену частину. Новіші моделі обладнані захисною дугою з малим ножем на кінці, який відрізає зайву волосінь для ефективної роботи мотора.
Для вертикального зрізання можна повернути весь апарат, а деякі тримери мають можливість регулювати головку під різними кутами.

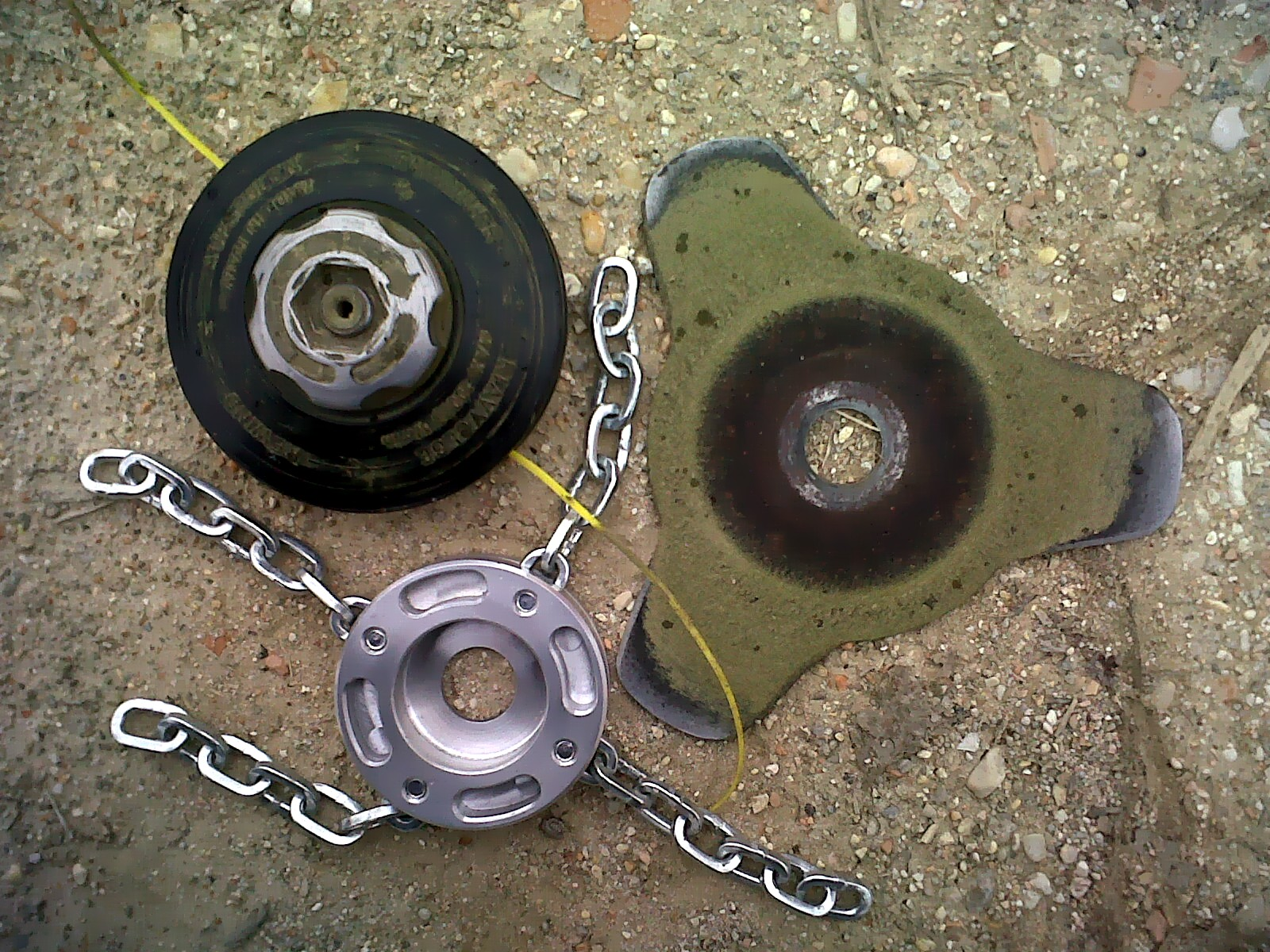
Різні насадки на тример. Зліва направо: котушка з ниткою, ланцюгова насадка, диск.

Окрім котушки з волосінням, тримери дозволяють використовувати насадки з ножами, дисками та ланцюгами.
Тримери працюють від електричного або бензинового двигуна. Розташований він або прямо на ріжучій голівці пристрою, або на протилежному кінці вала. Також існують деякі інші конфігурації. Наприклад коли тример приєднаний до важкого обладнання, і приводиться в дію за допомогою гідромотора.
Тримери з бензиновими двигунами важать значно більше і викликають сильніші вібрації, які зменшують маневреність і призводять до втоми м'язів. Але до переваг таких апаратів зараховують підвищену мобільність (так як їм не потрібна розетка) і більшу максимальну потужність.
Великі тримери, які використовують для підстрижки трави біля доріг на великих ділянках, частко настільки тяжкі, що вимагають оперування обома руками, а іноді навіть мають систему ременів для кріплення на тулуб.

## Проблеми безпеки
Тримери можуть бути небезпечними через уламки брухту і навіть каменів, які апарат може запустити в повітря в різних напрямах. Через це користувачі одягають захисні окуляри або маски (візори), для захисту лиця і особливо очей. Але небезпека все одно залишається для перехожих, а також будинків і машин, яким можна пошкодити вікна.
Ланцюгові тримери заборонені для продажу в Британії і ЄС, після фатального інциденту в 2010 році, де кілька ланок від'єдналося від вала і влучили в робітника з достатньою швидкістю, щоб завдати смертельне тілесне ушкодження.